# アイシング (治療)
アイシングとは、氷や水などを用いて身体を局所的に冷却することを指す。アイシングは負傷・疾病に対する応急処置（RICEと呼ばれる、負傷時に行うべき4つの応急処置法の一つである）、運動時の負傷の防止や筋肉痛・疲労蓄積の軽減、止血などを目的として行われる。さらに運動時に筋肉の温度を運動に適した程度に保たせたり、適度な運動や温熱療法と組み合わせることで治療効果を得ることもできる（#クライオキネティックス・#温熱療法との併用（コントラスト）を参照）。

## 生理的効果
アイシングの持つ生理的効果には以下のものがある。
血管を収縮させる
アイシングにより血管は収縮し、冷却部周辺に流れる血液の量は減少する。そのことにより、患部から出血している場合の出血量を減少させることができる。
毛細血管の透過性と細胞の新陳代謝を減少・低下させ、内出血時の二次的低酸素障害の発生を防止する
細胞は血液を介して活動に必要な栄養・酸素を得ている。しかし 内出血を起こすと、損傷した細胞膜や毛細血管から流出した細胞液・血液が細胞内にたまって周囲の毛細血管を圧迫して血液の流れを阻害し、周辺の細胞組織への栄養・酸素の供給が断たれてしまう。周辺の細胞組織への栄養・酸素の供給が断たれる状態が続くとそれら細胞は死滅してしまう。これを二次的低酸素障害というが、アイシングは二次的低酸素障害の発生を防止する効果を持つ。
アイシングをした箇所は局所的に毛細血管の透過性（細胞の内部で体液・細胞を通過させ、運ぶ働き）が減少する。それにより損傷した血管から流出する細胞液・血液の量が減少する。さらにアイシングをした箇所は局所的に細胞の新陳代謝のレベルが低下し、少ない酸素や栄養素で細胞が活動できる環境を作り出すことができる。それにより患部に流入し、損傷した細胞膜や毛細血管から流出する細胞液や血液の量を減少させることができる。このようにアイシングをすることで、内出血の際に流出した細胞液・血液が細胞内にたまることによって引き起こされる二次的低酸素障害を防止することができるのである。
痛感神経をマヒさせ、筋スパズムを軽減させる
アイシングには痛感神経をマヒさせ、患部に痛みがある場合の脳への痛みの伝達を弱めることができる。このことは、筋スパズムを軽減させることに繋がる。筋スパズムとは、特定の筋肉や関節を痛めた際に患部から脳に痛みが伝わり、それを受けて脳から周辺組織に対して筋肉を硬直させるよう命令が出されることをいう。筋スパズムが起こると痛みが増し、そのことがさらなる筋スパズムを引き起こすという悪循環が生じる。アイシングによって痛感神経がマヒすると脳への痛みの伝達が弱まり、その結果筋スパズムの程度が軽減する。

## アイシングの方法

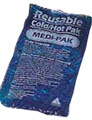
コールドパック

アイシングには氷、コールドパック（保冷剤が入った袋。）、冷湿布、コールドスプレーなどが用いられる。それらが手元にない場合には流水にさらすという方法もある。
このうち、患部の表面だけでなく深部まで冷却するという目的を達成するために最も優れているのは氷である。とりわけ摂氏0℃の氷は、質量あたりの冷却能力（周囲から熱を奪う能力）の高さ、すなわち冷却効率という点において最も優れている。これは摂氏0℃の氷1gが摂氏0℃の水になる際に要するエネルギー（融解熱）が摂氏0℃以下の氷1gの温度を1℃上昇させるのに必要なエネルギーよりもはるかに高いことによる（温度の上昇に要するエネルギーの大きさは周囲から熱を奪う能力の高さを意味する）（一般には温度の低い氷のほうが質量あたりの冷却能力が高いと誤解されがちである）。氷を用いる場合は、氷嚢に氷を入れる方法、ビニール袋の中に氷を入れてから空気を抜いてアイスバッグ（アイスパックともいう）を作る方法、バケツの中に氷と水を入れる方法がある。氷嚢やアイスバッグを作るのに十分な量の氷がない場合は、氷を直接患部に当てて動かす方法（アイスマッサージ）もある。アイスマッサージはアイスバッグを当てにくい場所のアイシングや局所的なアイシングに適しており、氷を動かすため凍傷を起こしにくいという利点がある。氷嚢やアイスバッグを固定させたい場合には包帯や専用のサポーターを使用する。
コールドスプレーは氷よりもアイシング効果は低いが、一時的に痛みを緩和させるのに役立つ。コールドパックも冷却能力は氷より劣る。一般に冷湿布は皮膚の表面温度を約2℃下げる効果を持ち（深部を冷却する能力には欠ける）、効果は2-4時間持続する

## 活用

### 場面に応じた活用

#### 負傷・疾病に対するアイシング
身体を負傷した場合、炎症を抑え痛みを軽減させるための応急処置としてアイシングが行われる。また歯痛や風邪の初期症状としての喉の痛みといった疾病に対する処置としても行われる。これらはあくまでも医師による診断及び治療が行われるまでの応急処置である。

#### スポーツにおけるアイシング
スポーツにおいては負傷に対する応急処置以外にも、運動後の疲労蓄積・筋肉痛を軽減させ、前述の二次的低酸素障害を防止する目的で行われる。アイシングは前述のように、冷却した部位の細胞の新陳代謝レベルを低下させる。運動後は筋肉の温度が上昇することでエネルギー消費が大きくなっており、そのことが疲労の蓄積に繋がる。したがってアイシングを行うことでエネルギー消費を抑え、疲労の蓄積を抑えることが可能になる。また筋肉が損傷し痛みを覚える場合には痛感神経をマヒさせることで筋肉痛を和らげ、筋スパズムを軽減させることが可能となる。さらに筋肉が微細な損傷を負ったことによる炎症を抑え、損傷が周囲に拡大すること（二次的低酸素障害）を防止することができる。
スポーツ選手にとってフィジカルトレーニングや競技の後のアイシングは常識であるとされる。またスポーツ選手は身体に慢性的な痛みや故障を抱えていることが多いため、痛みの緩和や故障の悪化の防止のためにも行われる。
さらにスポーツの分野では、パフォーマンスを向上させる目的でアイシングを行うことがある。筋肉にはパフォーマンスを発揮するのに適した温度があるが、競技中は筋肉の温度が過度に上昇する。そこで身体に水をかけることで過度に上昇した筋肉の温度を下げ、パフォーマンスが発揮しやすい状況を作り出す。多くのマラソン選手は競技中に給水所で受け取った水を腕や足にかけている。サッカーにおいても、夏期の試合では同様の目的で足に水をかける選手が多い。。
ウォーミングアップの前にアイシングを行うと、2つの効果を得ることができる。1つは冷却した部位の血流量を消費エネルギーを抑えつつ短時間で増加させ、筋肉の温度（筋温）を運動に適した温度に高めることである。ある部位を局所的に冷却すると、その部位の温度を元に戻そうとする作用が働く。それに合わせて運動を行いさらに血流量の増加を促すことで短時間で血流量を増加させ、筋温を高めるために消費するエネルギーの量を節約することができるのである。2つめの効果は、特定の部位に痛みを抱えている場合に、筋スパズムが発生することを防止することでパフォーマンスの低下を抑える効果である。

#### リハビリテーションにおけるアイシング
アイシングは、リハビリテーションの場面でも活用される。手術後は傷口が痛むため、そのままでは術後の数日間はリハビリテーションを行うことができず、さらに筋スパズムの発生により身体を動かすことが困難になる。これに対し専用の装置を用いてアイシングを行いながら他動運動（機械の動きに身を任せて身体を動かすこと）を行うことで、手術の直後からリハビリテーションを行うことが可能となる。

### 症状に応じた活用

#### スポーツ時に多い症状に対して
熱中症
軽度の場合、運動を中断して後頭部をアイシングする。同時に水分補給を行う。中度の場合、涼しい場所へ移動させて楽な姿勢で安静にさせ、太い血管のある部位（首、脇の下、太腿の付け根）をアイシングする。
脱臼
患部全体をアイシングする。目的は痛みの緩和と、脱臼を起こした部位の周辺の筋肉が筋スパズムを起こし、骨を元の位置に戻すことが困難になることを防止することである。アイシング開始後はなるべく患部を動かさないようにして直ちに病院へ行くことが望ましい。
突き指
突き指した指と手全体を覆うようにアイスバッグで冷やす。または指や手を氷水に浸す。氷がない場合は流水にさらすという方法もある。
太腿の肉離れ
太腿の筋肉は大きく、さらに太腿の肉離れでは周辺の筋肉全体が筋スパズムを起こしている可能性が高いため、大きめのアイスバッグを使って肉離れを起こした部位を中心に太腿全体を深部までアイシングする。
打ち身
まず患部に傷口がないか確認し、傷口がある場合には消毒をした後絆創膏を貼ってからアイシングを行う。患部全体をアイシングする。傷口に冷湿布を貼ることは傷口を広げる恐れがあるので避ける。
足首の捻挫
踝の外側を中心に患部全体をアイシングする。その際、心臓より高い位置でアイシングするために足もとに枕などを入れる。足を氷水に浸すという方法も有効である。捻挫は骨折を伴っている場合もあるので、病院へ行くまでの間の応急処置として行うことが望ましい。
耳の内出血
柔道やレスリングの練習は耳を強くこすりつけたり打撲することが原因で耳の軟骨と皮膚の間に内出血が起こることがある。この内出血を放置することを繰り返すと耳がカリフラワーのように凹凸に変形する（カリフラワーイヤー）。内出血を起こした耳全体をアイシングし出血の程度を軽減させることがカリフラワーイヤーの防止につながる。内出血がひどい場合は病院で血を抜くまでの応急処置としてアイシングを行う。
慢性的な痛み
同じ動作を繰り返すことで、特定の部位に慢性的な炎症・痛みを抱える場合がある。代表的なものに野球肘・テニス肘など肘に発生するものや、肩に発症する炎症、膝に発症する炎症、腰痛などがある（使いすぎ障害も参照）。これらの慢性的な炎症・痛みの緩和や予防、再発防止にもアイシングは有効である。凹凸のある箇所をまんべんなく冷やす場合や狭い範囲を冷やす場合には前述のアイスマッサージも有効である。肘の痛みの場合は氷水に浸すという方法もある。

#### 突発的な症状に対して
ぎっくり腰
ぎっくり腰では周辺の筋肉全体が広い範囲にわたって筋スパズムを起こしている可能性が高いため、肩から胸の下に枕などを入れた状態うつ伏せに寝て、腰全体をアイシングする。アイシング後に同じ箇所を温める方法（後述のコントラスト）をとるとさらに有効である。なお、痛みが左右両方にあり、神経に沿った痛みやしびれを感じる場合にはヘルニアの可能性があるが、この場合にはコントラストは行わない。
外傷性頸部症候群（むちうち症）
痛みの最も激しい箇所を、強い痛みが治まるまでアイシングする。
頭部の打撲
まず患部に傷口がないか確認し、傷口がある場合には消毒をした後包帯を巻いてからアイシングを行う。打撲した箇所をアイシングする。頭を強打した場合で吐き気や眩暈を横向きに寝て頭を動かさないようにしてすぐに救急車を呼ぶ。
口の中を切った場合
患部に近い箇所を頬の上からアイシングする。続いて、水に浸した氷を口に含んでアイシングする。
鼻血
後頭部から首筋にかけての部位と鼻の付け根をアイシングする。可能なら体を横たえて行う。
熱傷
すぐに患部をアイシングする。炎症が広がる前に冷やすことが重要なので、すぐに氷が用意できない場合にはすみやかに流水にさらす。
日焼け
患部のほてりが治まるまでアイシングする。

#### 一般的な症状に対して
偏頭痛
肩こりや目の疲れが原因の場合は、肩から肩甲骨の内側にかけてアイシングする。原因が分からない場合は額の痛みを覚える箇所に近い部分をアイシングする。
寝違え
最も痛みを感じる箇所をアイシングする。アイシング後に同じ箇所を温める方法（後述のコントラスト）をとるとさらに有効である。コントラスト後にストレッチを行うとさらに効果的である。
慢性的な肩こり・五十肩（四十肩）
首の付け根から肩、肩甲骨にかけての箇所をアイシングする。アイシング後に同じ箇所を温める方法（後述のコントラスト）をとるとさらに有効である。
慢性的な膝の痛み
膝全体をアイシングする。3日が経過して痛みが治まったら4日目以降は同じ箇所を温める。3日が経過しても痛みが治らない場合は病院へ行くことが望ましい。
腱鞘炎
患部をアイシングする。アイシングの方法は冷湿布でも十分である。就寝前にコントラストを行うのも効果的。
眼精疲労
目の周りをアイシングする。冷やし過ぎにとくに注意する。首や肩のこりが原因の場合には耳の後ろもアイシングする。アイシングで症状が改善されない場合には眼科を受診することが望ましい。
歯の痛み
歯科へ行くまでの応急処置として行う。歯の痛みを覚える箇所に近い頬や耳の後をアイシングする。または水に浸した氷を口に含んでアイシングする。
喉の痛み（風邪の初期症状）
喉頭隆起を中心にアイシングする。

## 注意点

### 凍傷
アイシングにおいては冷やし過ぎにより凍傷を負う事に注意する必要がある。冷やし過ぎを引き起こす要因には冷却時間・冷却媒体の温度・冷却媒体の種類・患部への圧迫の度合いがある。とりわけ重要なのは冷却媒体の温度である。コールドパックの中には摂氏0℃以下に冷えるものがあるが、そのようなものを使用すると短時間のアイシングであっても凍傷を引き起こす危険があるため、使用時にはタオルで巻くなどの工夫が必要である。また、コールドスプレーを長時間至近距離から吹き付ける行為は凍傷を引き起こしやすい。前述のようにコールドスプレーは氷よりもアイシング効果は低いため、患部の深部を冷却しようとすると長時間吹き付けることになるので注意が必要である。氷を使用する場合でも、家庭用冷凍庫で作ったものや市販のものは摂氏0℃以下に冷却されている場合があり、そのような場合は氷を水に濡らして表面を溶かすか、水を混ぜて氷水にして対処することが望ましい。アイシングをしたまま眠ると凍傷を引き起こす恐れがあるので注意が必要である。アイシングを行う時間の目安はおおむね10-30分である。

### 化膿の防止
皮膚に創傷や擦過傷がある場合は傷口から細菌が侵入して化膿を引き起こす恐れがある。化膿を防止するためにアイシングの前に傷口を消毒し、絆創膏を貼ることが必要である。

### 血液循環を促進する行為の禁止
アイシングは血行を抑えるための行為である。そのためアイシングの最中およびアイシング後しばらくの間、血液の循環を促進する飲酒・入浴・過度の運動を行うことは厳禁である。

### その他
皮膚の弱い者がアイシングをする場合にはアンダーシャツの上から行うなどの配慮が必要である。冷却に対する過敏症、冷却による一時的な血行障害を引き起した場合はそれ以上のアイシングを避け、医師の診断を受けることが望ましい。その他、心疾患や局所循環障害を患っている場合にはアイシングは禁物である。。また冷湿布については、サリチル酸メチル、カンフルなど血行を促進する化学物質が含まれている場合が多い。それらの化学物質は内出血を助長し、腫れや痛みなどの炎症を悪化させる場合があるので注意を要する。

## アイシングの応用

### RICE
RICEとは、負傷時に行うべき4つの応急処置法（安静・冷却・圧迫・挙上）の総称である。これら4つの処置法は単独でも効果を発揮するが、同時に行うとより大きな効果を発揮する。4つの処置を同時に行うことが困難である場合には、まず冷却、すなわちアイシングに行うことが迅速に行うことが負傷の予後によい影響をもたらすとされる。なお、RICEのうち冷却と圧迫を同時に行うための道具として、バンデージ状の冷却材がある。

### クライオストレッチ
クライオストレッチとは、筋肉の緊張を解消するという意味で同様の効果を持つアイシングとストレッチを組み合わせるストレッチ法のことで、一般には筋肉に痛みや張り・緊張を抱えているために通常のストレッチが困難な場合に行われる。具体的な方法としては筋肉を5-10分間アイシングし、その後ストレッチを行う（ストレッチの際にはアイシングをやめても続けてもよい）。さらに、ストレッチの効果を高めるために行われるクライオストレッチもある。この方法ではストレッチにより筋肉を限界まで伸ばした時点でその箇所を冷やすことで伸びた状態を筋肉に記憶させ、元に戻りにくくする。

### クライオキネティックス
クライオキネティックスとは、アイシングしながら適度な運動を行うことで損傷した組織の回復を早めようとする方法である。前述のように患部が損傷している場合には細胞液や血液を患部の毛細血管に集中させて治癒させようとする作用が働くが、この作用は患部に適度な運動を加えることで促進される。クライオキネティックスはそのことを利用して、アイシングによって患部の痛感神経をマヒさせて痛みを和らげ、適度な運動を行うことを可能にすることで患部の回復を早めようとする。

### 温熱療法との併用（コントラスト）
温熱療法とは、患部を温めることで周辺の細胞の働きを活発にし、新陳代謝を促進させて筋肉の緊張・収縮をほぐして痛みを和らげる治療法である。アイシングと温熱療法を連続して行うことをコントラストという。具体的にはまずアイシングを行い、続けて患部を温める。そうすることでまず患部の炎症を抑え、その次に血液循環を向上させ炎症の原因物質の除去と筋肉への酸素供給を促進させて回復力を高める効果が得られる。コントラストはぎっくり腰や寝違えに対して効果的な治療法として知られる。
なお、負傷などの際にアイシングと温熱療法のいずれを選択するべきか迷う場合もあるが、患部が炎症を起こしている時に患部を温めるとアイシングをした場合とは逆の生理的効果がもたらされ、炎症が悪化してしまう。逆にアイシングを選択して炎症が悪化することはほとんどないとされる。